# Китфо
Китфо (амх. ክትፎ, тигринья ኪትፎ) — традиционное блюдо в эфиопской кухне. Блюдо состоит из фарша сырой говядины, замаринованного в митмите и нитер киббех (топлёном масле с травами и специями). Китфо может слегка обжариваться (так, чтобы как минимум часть фарша осталась розовой), такой вариант называется «китфо леб леб». Иногда к блюду добавляют сыр и варёную зелень. Во многих частях Эфиопии китфо подается вместе с ынджерой (лепёшками из тефа). В традиционной кухне Гураге, может быть использован кочо (хлеб из энсета). Энсета может использоваться в качестве гарнира.
В эфиопской кухне почти все мясные блюда представляют собой пасту, которую едят на лепёшке, ынджере.

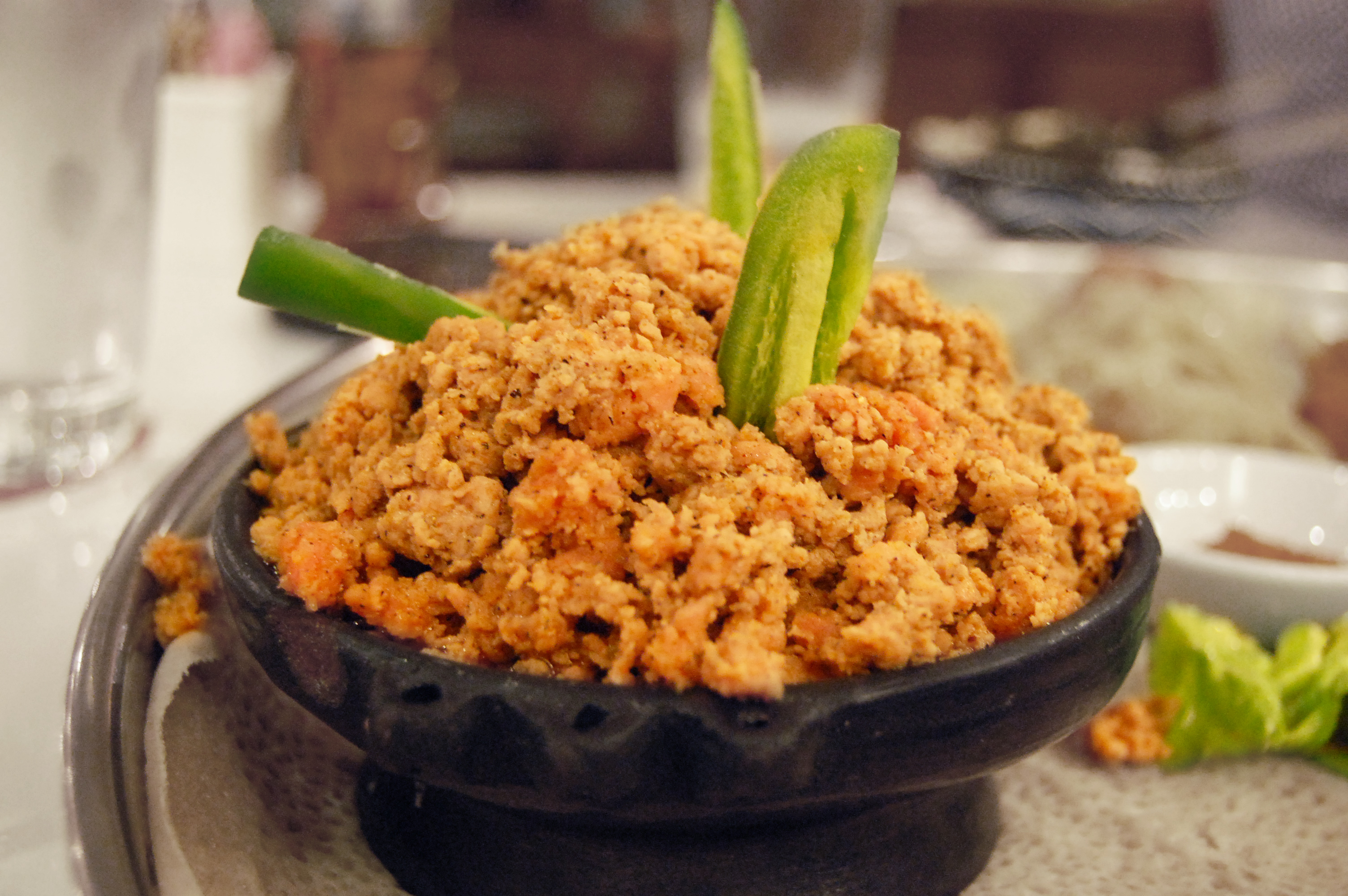
Китфо